# Antal Molnár
Antal Molnár (hongarès: Molnár Antal)  (Budapest, 7 de gener de 1890 - Budapest, 7 de desembre de 1983) va ser un compositor i musicòleg hongarès.

## Biografia
Molnár va estudiar amb Victor von Herzfeld a Budapest del 1907 al 1910 i després va ser violista al quartet Waldbauer i al quartet de piano Dohnányi-Hubay. Va treballar amb Béla Bartók i Zoltán Kodály i del 1912 al 1919 va ser professor a l'Escola Superior de Música de Budapest. A la tardor de 1918 va participar al "Sunday Circle" de Budapest (Vasárnap-Társaság), un grup de discussió sobre qüestions filosòfiques i polítiques, que va ser dirigit per György Lukács a la casa de Béla Balázs. Mitjançant la mediació de Kodály, va rebre un càrrec d'història de la música, estètica, música de cambra i teoria de la música a l'Acadèmia de Música Franz Liszt el 1919, que va ocupar fins al 1959.
Molnár va compondre una variació orquestral, una suite per a orquestra de doble corda, un concert per a violoncel, música de Kurutz per a quatre Tárogató, obres de música de cambra, un Missa brevis, una cantata i cançons. A més, va escriure nombrosos escrits sobre història i teoria de la música. Dedicant molts esforços a clarificar les obres de músics víctimes del nazisme com per exemple Pál Budai.
Molnár va rebre el premi Baumgarten per la seva obra literària el 1934 i el premi Kossuth el 1957.